# Ding Zilin
Ding Zilin in cinese: 丁子霖 (Shanghai, 20 dicembre 1936) è un'attivista cinese leader del gruppo di pressione politica Madri di Tienanmen.

## Biografia
Ding è stata professoressa di filosofia all'Università del Popolo di Pechino. Suo marito, Jiang Peikun (蔣培坤), era direttore del dipartimento di Studi Americani nello stesso ateneo. Il figlio diciassettenne di Ding, Jiang Jielian, (蔣捷連) fu una delle prime vittime quando l'Esercito Popolare di Liberazione represse la Protesta di piazza Tiananmen il 4 giugno 1989. Testimoni oculari le hanno raccontato che suo figlio fu colpito e lasciato morire dissanguato nella notte del 3 giugno 1989: aveva lasciato la famiglia sfidando il coprifuoco e fu colpito al cuore dalla polizia mentre raggiungeva Piazza Tiananmen. Fu quindi trasportato all'Ospedale pediatrico di Pechino e al suo arrivo fu dichiarato morto.
Dopo l'uccisione del figlio Ding ha detto di aver tentato per sei volte il suicidio. Nell'agosto 1989 incontrò un'altra madre in lutto e poi altre ancora, che cominciarono ad organizzarsi per parlare dei loro problemi, confortarsi ed aiutarsi a vicenda Organizzò, quindi, una rete di 150 famiglie che hanno perso figlie e figli nel massacro di Tiananmen che poi divenne noto con il nome di "Madri di Tienanmen" per chiedere al governo di chiedere scusa per quelle morti. Per questa ragione sia lei sia altre Madri di Tiananmen sono perseguitate dalle autorità, imprigionate, condannate agli arresti domiciliari, sottoposte ad una sorveglianza costante.
Nel 1991, dopo un'intervista concessa alla ABC, il governo vietò a lei e a suo marito di portare avanti la loro attività di ricerca e di pubblicare in patria. Fu loro revocata anche l'iscrizione al Partito Comunista Cinese e Ding fu detenuta per oltre 40 giorni. Fu quindi costretta ad andare in pensione. Dal suo rilascio è stata sottoposta a stretto controllo da parte delle autorità. Le persecuzioni continuarono.
Il 9 settembre 1994 fu arrestata davanti all'Università e trattenuta dalla polizia per due ore per aver pubblicato su un giornale straniero un articolo "offensivo per il popolo". Il 18 agosto 1995 fu arrestata insieme al marito e detenuta fino al 30 settembre per "questioni economiche" con il divieto di ricevere visite. Nel 1996 anche il marito di Ding fu costretto ad andare in pensione. Dal 28 febbraio 2000 le autorità la tengono sotto sorveglianza ventiquattro ore al giorno.
A riconoscimento del suo impegno e delle sue battaglie è stata candidata per il Premio Nobel per la pace nel 2003. Nel 2004, poco prima del 15º anniversario del massacro di Tiananmen fu messa agli arresti domiciliari insieme ad altre Madri di Tiananmen per paura che tenessero una commemorazione o una protesta pubblica. Le fu detto da un importante funzionario che una revisione politica della repressione del 4 giugno 1989 "non era in discussione". Nel 2006 Time magazine la inserì nell'elenco dei 60 eroi asiatici.
Ding sta raccogliendo i nomi di chi fu colpito a morte dall'Esercito Popolare di Liberazione di Pechino durante la repressione di piazza Tiananmen. Grazie al suo impegno e a dispetto delle difficoltà interposte dalle autorità, nel giugno 2006 era in grado di confermare 186 uccisioni. Lei e suo marito il 24 maggio 2004 permanevano ancora agli arresti domiciliari. L'8 febbraio 2007 le è stato assegnato il Vasyl Stus "Freedom-to-Write" Award per il libro "Looking for the June 4 victims".
Nel 1999 a Ding Zilin e a suo marito è stato assegnato il Premio internazionale Alexander Langer
.